# UTC+3:30

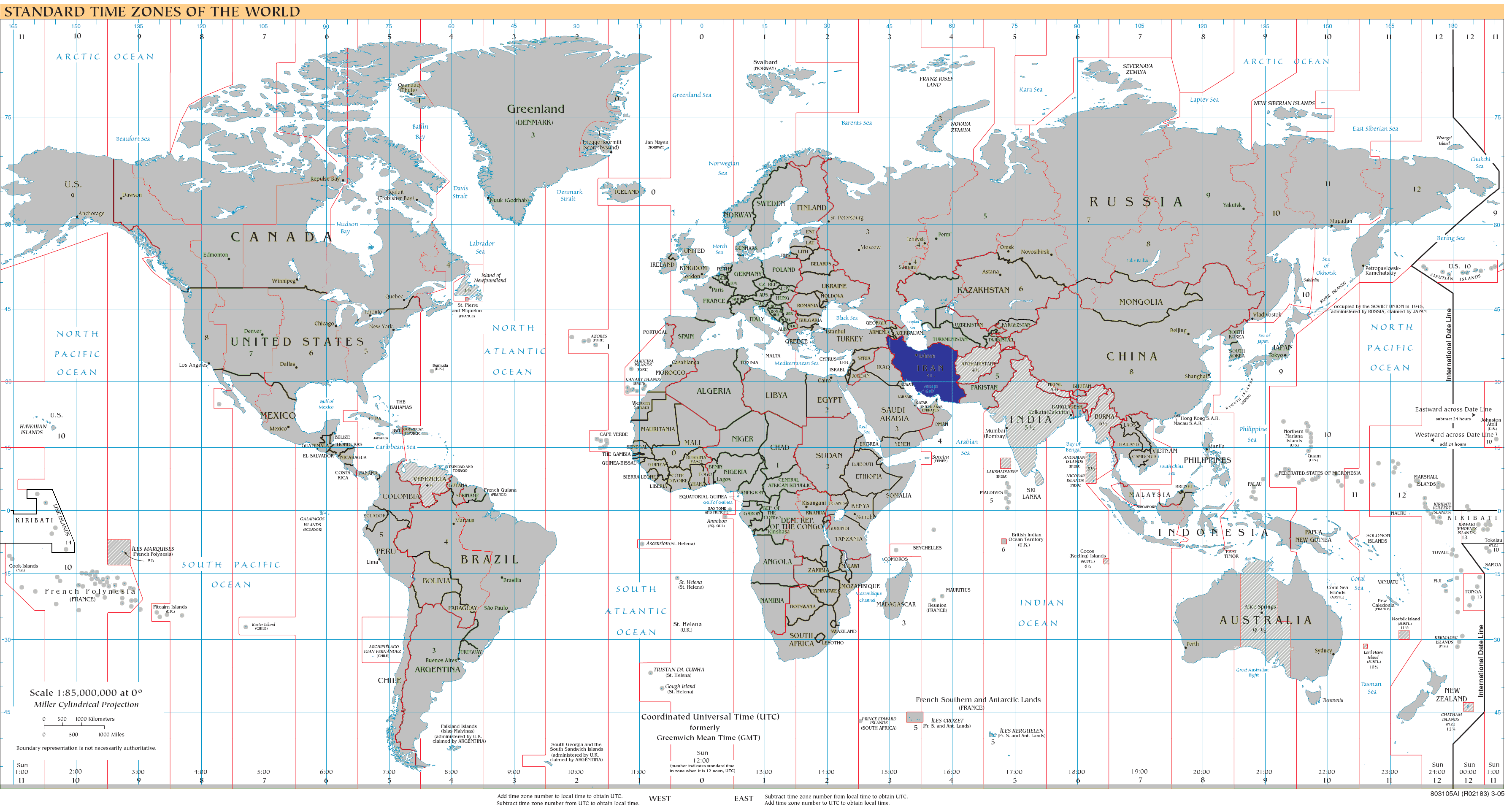
gehele jaar

UTC+3:30 is de tijdzone voor:
- Iran (IRT/IT)